# Шодјер
Шодјер (фр. Chaudière) насеље је и општина у источној Француској у региону Рона-Алпи, у департману Дром која припада префектури Ди.
По подацима из 2011. године у општини је живело 20 становника, а густина насељености је износила 1,64 становника/km². Општина се простире на површини од 12,17 km². Налази се на средњој надморској висини од 1 010 метара (максималној 1.560 m, а минималној 589 m).

## Демографија
| 1962. | 1968. | 1975. | 1982. | 1990. | 1999. | 2011. |
| ----- | ----- | ----- | ----- | ----- | ----- | ----- |
| 31    | 17    | 10    | 9     | 13    | 17    | 20    |

График промене броја становника у току последњих година